# Beuren (Hechingen)
Beuren ist ein Stadtteil von Hechingen im Zollernalbkreis in Baden-Württemberg (Deutschland).

## Geographie
Das Dorf liegt rund sechs Kilometer nordöstlich der Kernstadt, hoch über dem Tal der Starzel auf einem Plateau. Es liegt direkt am Fuß des exponierten Dreifürstensteins (854 Meter über N.N.) und ist umgeben von der Beurener Heide mit ihren unter Naturschutz stehenden Wacholderheiden.

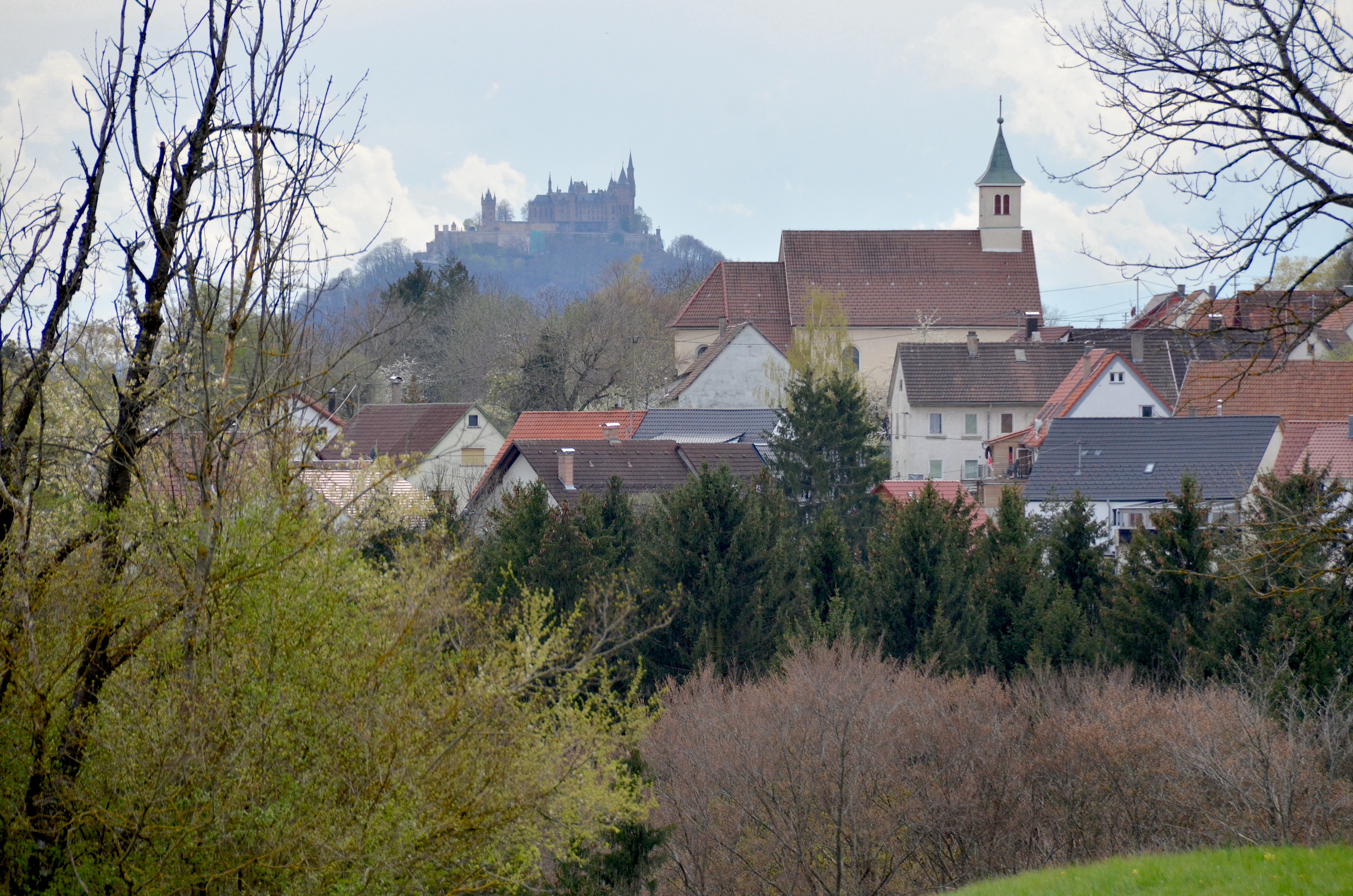
Blick auf Beuren und die Burg Hohenzollern

### Ausdehnung
Die Gemarkungsfläche des Ortes beträgt 356 Hektar.

### Nachbarorte
Folgende Orte grenzen an Beuren, sie werden im Uhrzeigersinn beginnend im Norden genannt und gehören zum Zollernalbkreis beziehungsweise zum Landkreis Tübingen¹:
Belsen¹, Talheim¹, Salmendingen, Schlatt und Hechingen.

## Geschichte

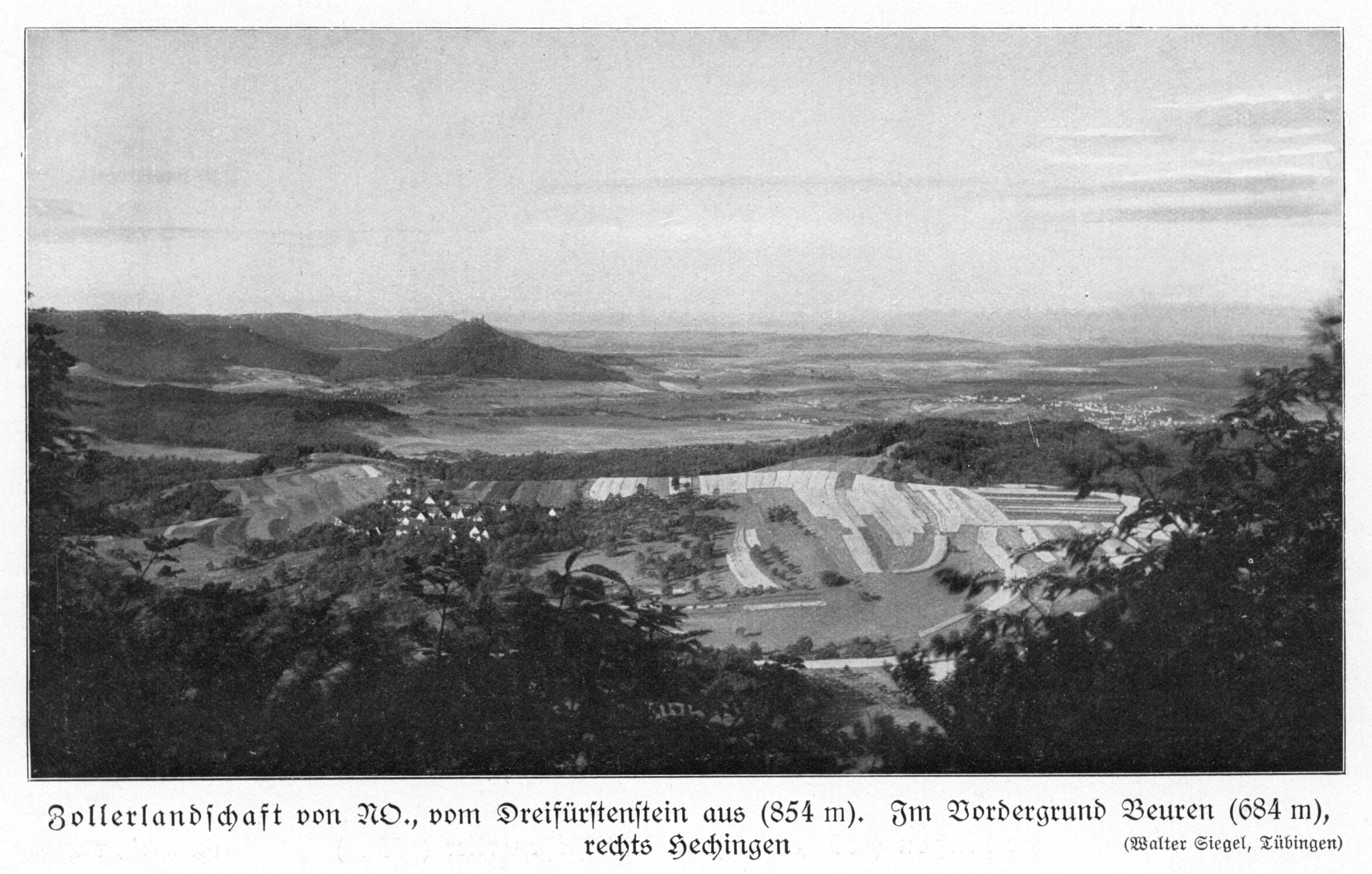
Beuren, der Zoller und Hechingen (1914)

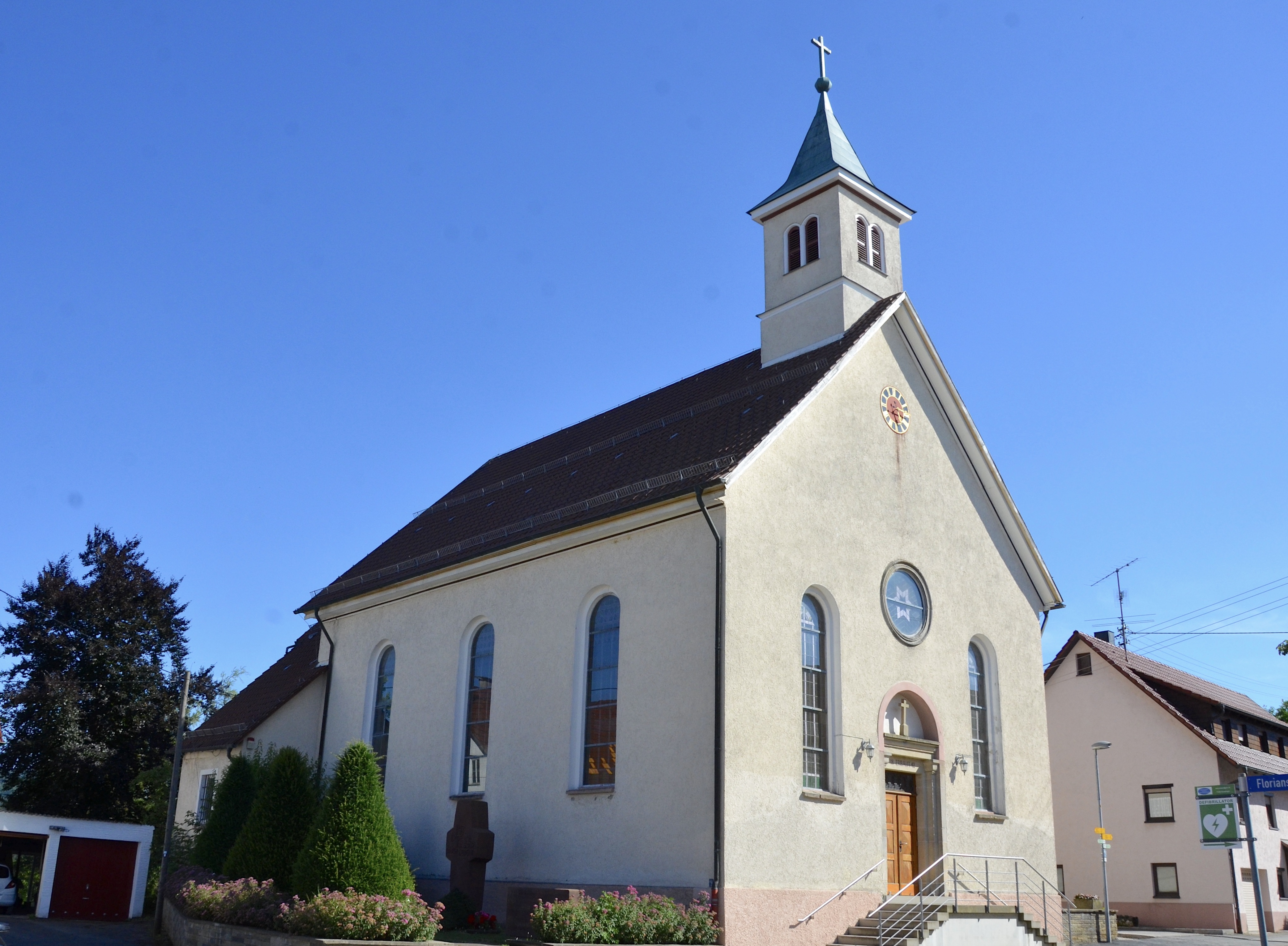
Filialkirche St. Johannes d.T.

Das Dorf war immer zollerisch, der Name des Dreifürstenstein verweist jedoch auf die Grenzlage der Gemarkung. Hier trafen während fast 400 Jahren die Territorien des ehemaligen Herzogtums Württemberg, des Fürstentums Fürstenberg und des Fürstentums Hohenzollern-Hechingen aufeinander. Der Sage vom Dreifürstenstein nach konnten sich die drei Fürsten dort an einen Tisch setzen, ohne ihr Land zu verlassen.
Bei der Gebietsreform in Baden-Württemberg wurde Beuren am 1. April 1972 in die Stadt Hechingen eingegliedert.

## Politik
Die Fürsten von Hohenzollern-Hechingen setzten bis zur Märzrevolution 1848 einen Vogt zur Verwaltung Beurens ein. Nach Abdankung von Fürst Konstantin wurden in der damals selbstständigen Gemeinde von dahingehend die Bürgermeister gewählt. Heute wird ein Ortschaftsrat und ehrenamtlicher Ortsvorsteher gewählt. Dieses Amt wird von Tanja Saile bekleidet (Stand 2025).

## Wirtschaft und Infrastruktur
Der Ort erfüllt hauptsächlich Wohnfunktion. Im Ort befinden sich zwei Gaststätten.

### Verkehr
Die K7105 verbindet Beuren mit dem Killertal und der Bundesstraße 32 nach Hechingen. Eine zweite Kreisstraße verbindet den Ort mit Mössingen.

#### Öffentlicher Nahverkehr
Der ÖPNV wird durch den Verkehrsverbund Neckar-Alb-Donau (naldo) gewährleistet. Der Ort befindet sich in der Wabe 332.